# 아고라주의

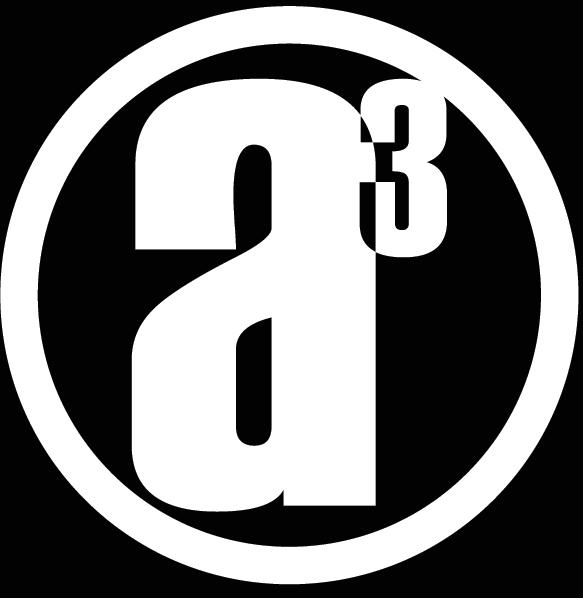
아고라주의의 상징. a³이란 “agora, anarchy, action”을 의미한다.

아고라주의(영어: Agorism 아고리즘[*])은 사람들 사이의 모든 관계가 반체제 경제를 통한 자발적 교환으로 이루어지는 사회를 창출하자고 주장하는 사회철학이다. 1975년에 미국의 자유지상주의 철학자 새뮤얼 에드워드 콘킨 3세가 처음 제창했다.
아나르코자본주의와 유사한 측면을 가지고 있지만, 아나르코자본주의보다 덜 우파적이고, 목적을 달성하기 위한 방법으로서 투표 행위를 반대한다.